# 高雄市公車

高雄市公車

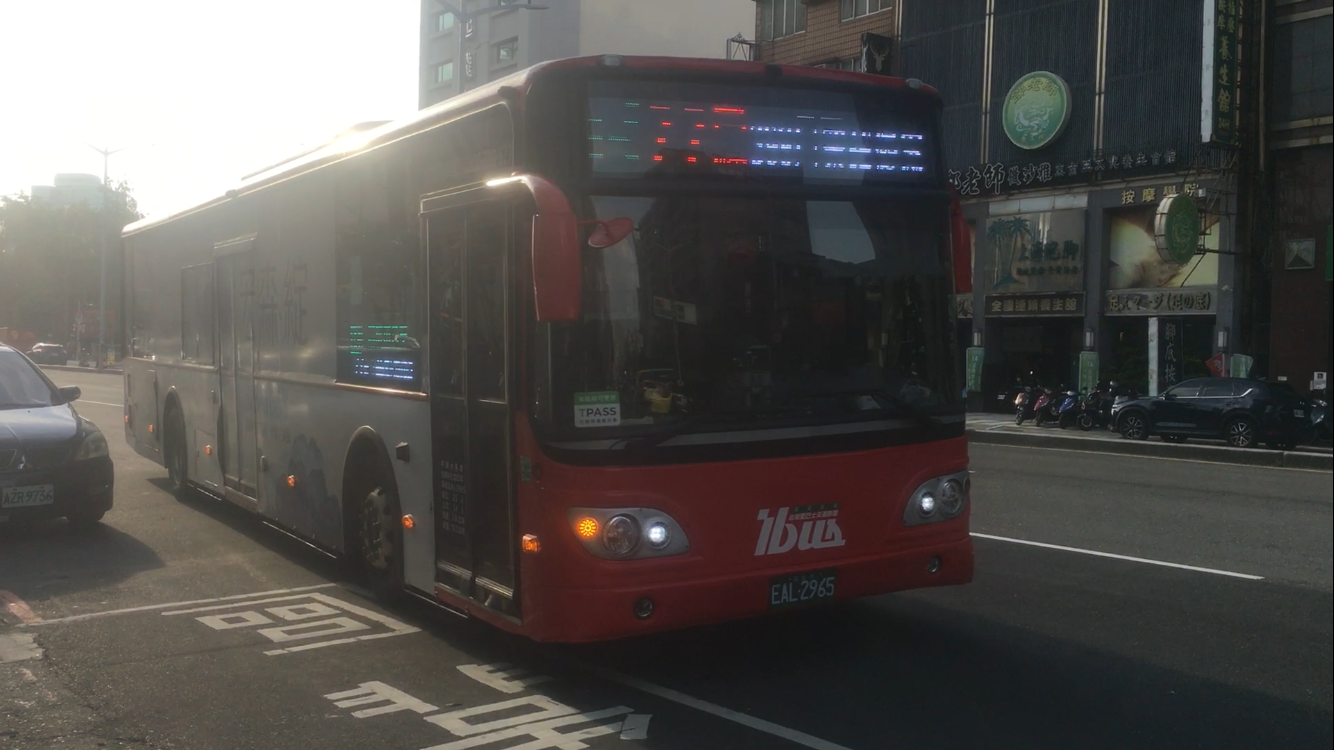
電動低地板公車

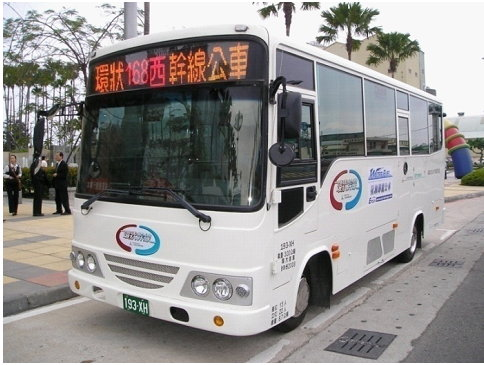
環狀168幹線，採用ISUZU NQR公車

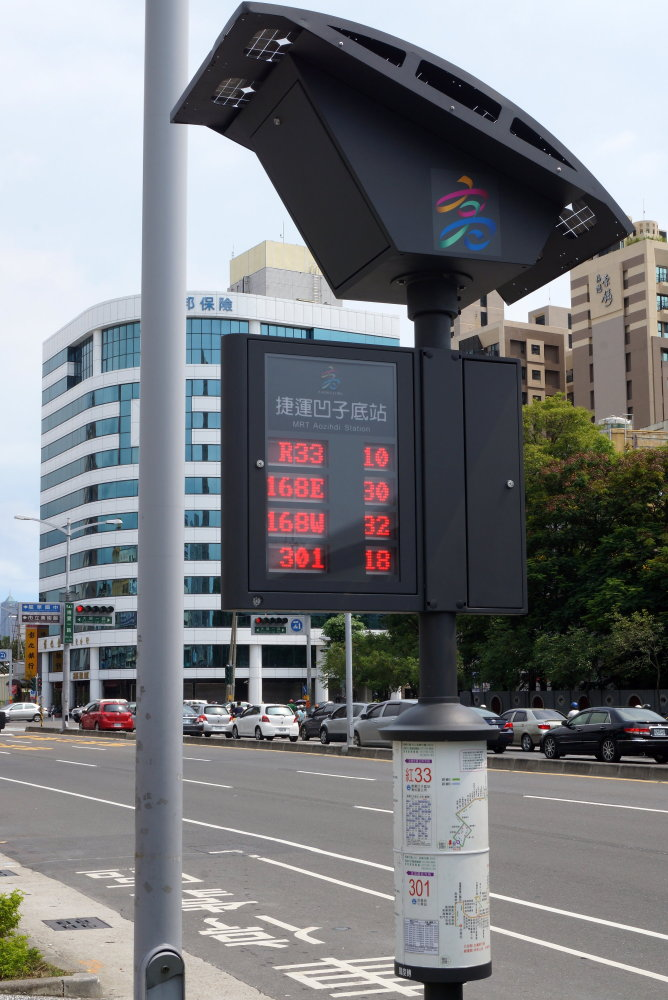
智慧型旗桿式站牌

高雄市市區公車是由臺灣高雄市政府交通局作為監理機關的汽車客運服務，於民國111年(2022年)年初共計有170條公車路線，其中56條是高雄捷運接駁公車路線（高雄捷運紅線47條、高雄捷運橘線9條）。202條公車路線的組成包含了民國99年（2010年）12月25日高雄縣市合併前即已存在的原高雄市市區公車路線和原高雄縣市區公車路線，合併後交通部公路總局高雄市區監理所依《公路法》移撥為「高雄市市區公車」路線的原公路客運路線以及高雄縣市合併後高雄市政府交通局新闢或整併的市區公車路線。
目前高雄市市區公車，由以下7家民營汽車客運業者提供服務：
- 高雄客運
- 南台灣客運
- 漢程客運
- 港都客運：民國103年(2014年)1月1日承接原高雄市公共汽車管理處業務的民營公司
- 義大客運
- 統聯客運
- 東南客運

## 歷史

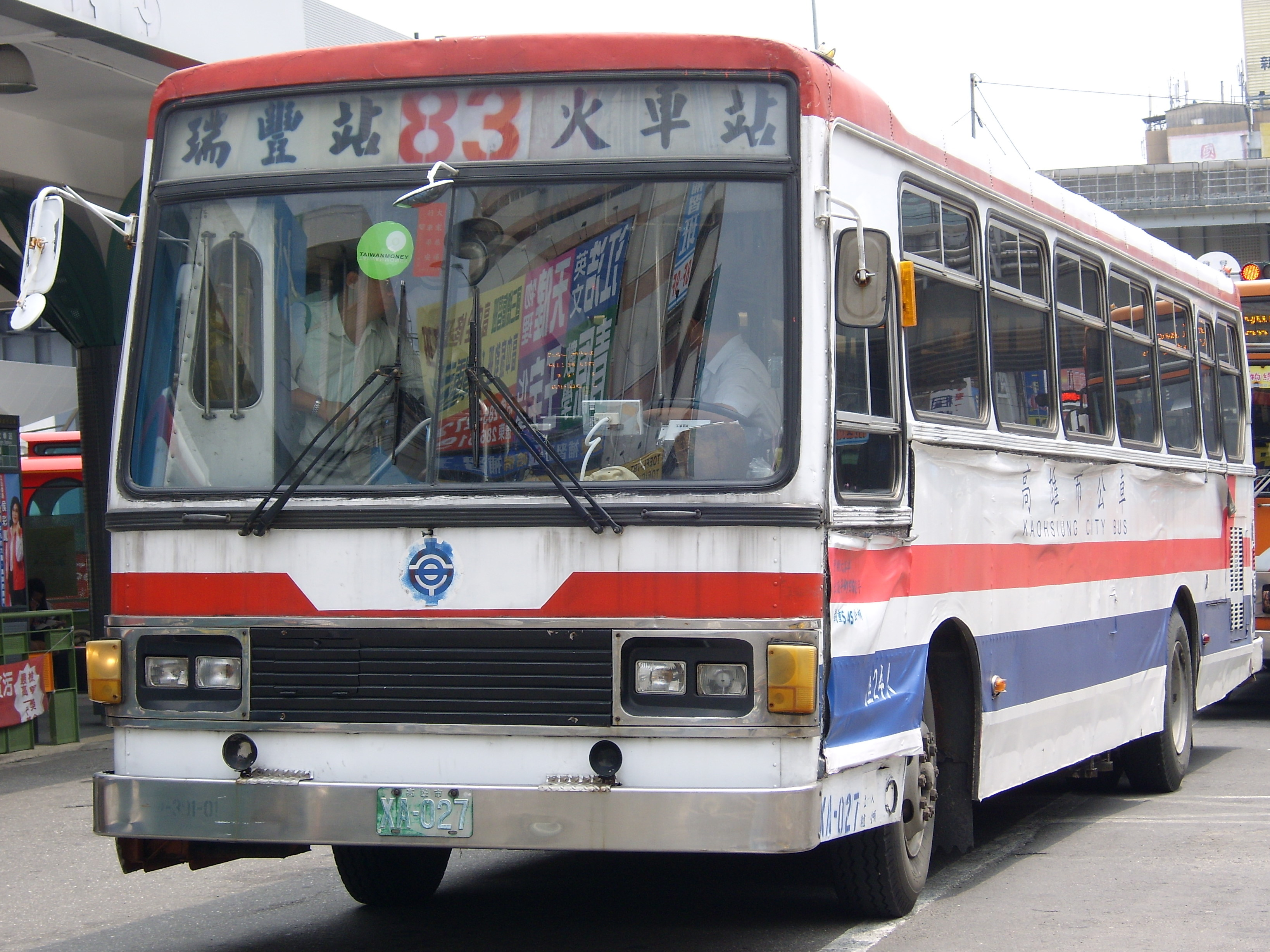
高雄市舊型公車

高雄市市區公車的歷史最早可追溯至1937年日籍人士伊木十郎獨資成立。嗣後，因業務逐漸擴展，車輛陸續增加，乃改組為「共榮自動車株式會社」。
1942年，高雄州市役所將共榮自動車株式會社收歸公營，並成立「交通科」專營公共車船業務。
1945年，高雄市政府成立「交通課」，接收高雄州市役所交通科所管業務，並在市府內辦公。
1946年2月1日，高雄市政府交通課接收「高雄州自動車工作株式會社」及「自動車講習所」房屋（位於現今高雄市五福三路六十七號處）。同年4月1日，撤銷交通課，另成立「高雄市政府公共車船管理處」，遷移至高雄市五福三路六十七號處辦公。
1952年，奉臺灣省政府核定，高雄市政府公共車船管理處首次擴大編制，改名為「高雄市公共車船管理處」，仍隸屬於高雄市政府，首長職稱由「主任」改稱為「處長」，並由朱若愚主任升為首任處長，原分股辦事單位改為課、室，人事解凍，銓敘為簡、薦、委派制公務員。
1974年，興建高雄車站站前市公車轉運站，除提供乘客候車購票需求，循環式站體亦供公車終點站掉頭使用，使用至2018年2月7日末班車駛離後拆除。
1975年，高雄市公共車船管理處位於五福三路之辦公處所、車船修理廠房及材料庫等房舍，因係接收日治時代之木造築，已不堪修繕，乃予標售；另在建軍路2號購地，新建辦公大廈、車船修理廠及材料大樓，同年9月14日動土奠基。1976年高雄市公共車船管理處建軍路新址落成啟用，由五福三路舊址遷入建軍路新址辦公。
1975年，高雄客運開辦高雄縣鳳山市的市區公共汽車路線。
1979年，高雄市升格改制為直轄市，高雄市公共車船管理處改隸高雄市政府建設局，改課、室為科、室。
1989年起，高雄市政府及高雄市公共車船管理處將老舊但仍堪用之公車、消防車，計有200多部贈予高雄的姊妹市菲律賓宿霧市。
1990年9月1日，高雄市公共車船管理處與高雄客運聯營公車60路、88路。
1991年3月1日，高雄市公共車船管理處與高雄客運聯營公車24路。
1992年，高雄市公共車船管理處將位於高雄市新興區七賢國民小學旁的忠孝站裁撤，並改建為11號公園。
1997年，高雄市公共車船管理處實施棋盤式公車路線，所有路線重新配置。
2004年7月26日，高雄市公共車船管理處，將公共、觀光渡輪業務交由高雄市輪船股份有限公司承接，並更名為高雄市公共汽車管理處，專注於公車業務。
2005年9月，高雄市市區公車引入Taiwan Money電子票證系統，進行試營運，並於2007年6月正式營運
2007年12月，引入一卡通電子票證系統。
2005年11月起，由於高雄市公共汽車管理處虧損嚴重且運力不足，開始縮減經營規模，先後委託高雄客運、東南客運代駛部分營運路線。2007年12月1日，高雄市公共汽車管理處將部分營運路線的經營權釋出，東南客運37.62.81及248路成為獲得高雄市市區公車路線的經營權的首家民營業者及路線。2008年間，高雄市公共汽車管理處繼續釋路線3.16.91及301路營運路線的經營權，由南台灣客運取得。
2008年3月8日，高雄市政府交通局配合高雄捷運紅線開始正式通車營運，開通20條紅線捷運接駁路線，由東南客運、南臺灣客運營運。同年9月12日，高雄市政府交通局配合高雄捷運橘線開始正式通車營運，開通5條橘線捷運接駁路線，由高雄市公共汽車管理處營運。
2009年5月1日，高雄市公車處開闢環狀幹線168公車，分做東西兩條路線，後於2014年由漢程客運接手營運。2009年11月21日，高雄縣政府開通3條「J寶」捷運接駁公車路線，由高雄客運營運。
2010年公車處將原有的高鐵鼓渡公車變更成紅35，後於2014年由漢程客運接手營運。
2010年12月25日，原高雄市與原高雄縣轄區合併改制為新直轄市「高雄市」，原高雄市市區公車與原高雄縣市區公車（鳳山市公車、「J寶」捷運接駁公車）整併，高雄客運成為高雄市市區公車路線的營運業者。另交通部公路總局高雄區監理所依公路法應將路線比例在合併後「高雄市」境內超過50％者的公路汽車客運路線移撥給高雄市政府監理，陸續轉為高雄市市區公車路線。2012年5月9日義大客運6條原公路客運路線移撥為高雄市市區公車路線，2013年9月21日高雄客運37條原公路客運路線移撥為高雄市市區公車路線。
2014年1月，為了降低營運成本及增加營運彈性，高雄市政府裁撤高雄市公共汽車管理處，並以高雄市公共汽車管理處原有車輛作為投資，與前高雄市公共汽車管理處員工共同出資，成立民營公司港都客運承接高雄市公共汽車管理處的部分營運路線，其他路線則由統聯客運、漢程客運、東南客運等其他民營客運業者接駛經營。同年7月公告高雄市段次計費之市區公車票價調整為全票新臺幣18元、學生票(刷卡)新臺幣15元、半票新臺幣9元，但仍維持現行收費機制全票新臺幣12元、學生票(刷卡)新臺幣10元、半票新臺幣6元。
2017年3月，高雄市公車開放使用愛金卡。
2017年1月，高雄市公車開放使用有錢卡。
2017年3月1日，高雄市公車收費制度改為里程段次收費，刷卡乘客上下車皆需刷卡，刷卡里程8公里內算1段票、超過8公里收2段票，刷卡乘客下車忘記刷卡者會被鎖卡。
2017年12月1日，高雄市政府交通局與環境保護局合作，啟動「冬季空品不良大眾交通免費措施」，宣布即日起至2018年2月28日乘客使用電子票證，不分時段搭乘特定公共運輸運具免費優惠，優惠範圍包括：市區公車、公路客運、輕軌享免費優惠。仍正常收費路線：哈佛快線、大樹祈福、舊城、鳳山、哈瑪星、紅毛港等6條文化、觀光公車、雙層巴士與「非本市轄管路線」之墾丁快線、8037、8050、9XXX系列等路線。同期間平日上下班尖峰時段（6:30－8:30及16:30－18:30）搭乘捷運享也免費優惠。截至2018年1月底，免費市區公車共吸引了約927萬人次搭乘，較過去同期成長5.6%，公路客運部分也吸引了約92萬人次搭乘，較過去同期成長達31.28%，合計搭乘人物突破1千萬。
2018年1月1日，市區公車包括12、69、紅2、紅3、紅9、三多幹線(70)、環狀幹線(168)、中華幹線(205)等配合延後收班，12月31日23時30分至元旦凌晨1時班距為30分鐘，凌晨1時至2時班距為60分鐘。
2018年2月8日起，原先停靠高雄車站的路線，因配合高雄市區鐵路地下化計畫工程需要，更改至中山一路及建國三路臨時候車處搭乘，原先使用之轉運站體亦配合拆除。
2018年2月16日，高雄市政府交通局表示，為延續市府自2017年12月1日起連續三個月大眾運輸免費搭乘措施，規劃新一波優惠方案。同年3月1日至7月31日止，推出「捷運公車爽爽搭、無限暢遊大高雄」套票優惠方案，分為新臺幣1,400元學生型「捷運+公車月票」或新臺幣1,600元一般型「捷運+公車月票」，可無限次數、里程搭乘高雄捷運、公車，另還可再以新臺幣200元加購升級為「捷運+公車+輕軌月票」。同年3月18日，再宣布新一波優惠方案，4月1日起，市區公車單獨優惠價新臺幣479元，學生票新臺幣399 ，可無限次數、里程搭乘市區公車，但學生票優惠範圍不含公路客運編號「8」字頭的路線、快線、就醫、文化和台灣好行等路線。「捷運固定點對點＋市區公車＋C-bike前半小時免費」的套票優惠最低新臺幣672元。同年3月30日再宣布「市區公車無限搭、oBike優惠爽爽拿」，4月至7月每月前1,000名購買公車月票的民眾，還可額外獲贈oBike 三次半小時免費體驗序號，總計4,000組。
2018年4月1日，高雄捷運黃線先導公車黃2A 黃2B 黃2C開通，由港都客運營運，同年12月1日黃1開通。
2018年6月，至8月底止，設籍高雄6歲至未滿12歲兒童持高雄兒童卡可免費搭公車，並可抽清涼冰品兌換券及海生館門票。
2018年9月1日，高雄市公車開放icash2.0卡。
2022年8月1日，高雄市公車、捷運及輕軌陸續停用有錢卡。
2024年1月1日起，一日兩段吃到飽、捷運轉乘公車優惠終止。

## 主要轉運站及調度站
- 公車總站（高雄市政府交通局公車服務中心）

主要轉運車站
- 高雄車站
- 新左營車站
- 鳳山轉運站
- 旗山轉運站
- 岡山轉運站
- 小港轉運站

主要調度場站
- 港都客運

- 前鎮站
- 小港站
- 左營南站
- 加昌站（與南臺灣客運共用）
- 建軍站（與高雄客運、南臺灣客運、東南客運共用）
- 瑞豐站（與統聯客運、東南客運共用）

- 統聯客運

- 瑞豐站（與港都客運、東南客運共用）

- 漢程客運

- 金獅湖站

- 已廢站

- 左營北站（現左營北站停車場）
- 忠孝站（現11號公園）
- 鹽埕站（現鹽埕立體停車場）

## 票證資訊

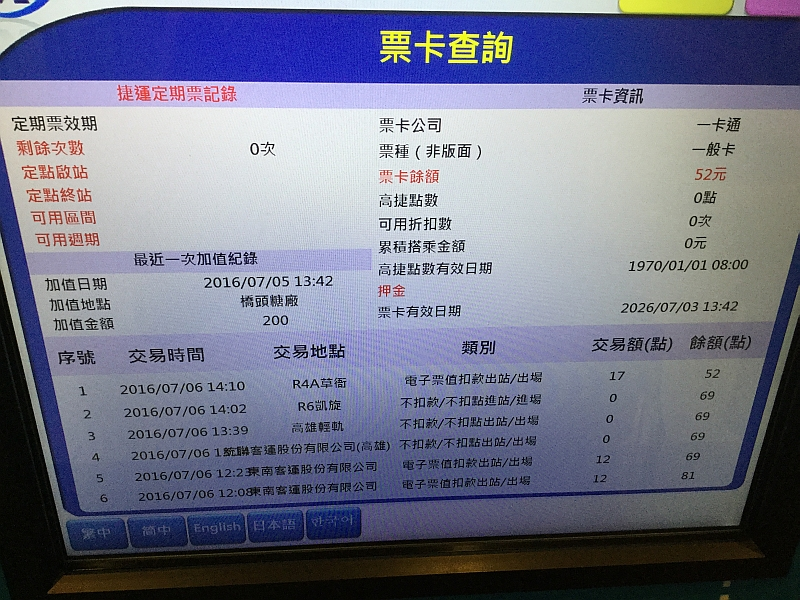
一卡通當日第3次起免費

- 投幣（每段）：全票新臺幣12元、半票新臺幣6元。[11]
- 電子票證（悠遊卡、一卡通、愛金卡）採用里程段次計費，8公里內一段票、8公里以上二段票。[12]
  - 普通票：一段新臺幣12元
  - 學生票：一段新臺幣10元（限具有照片且在效期內之數位學生證及高雄學生認同卡）
  - 優待票：一段新臺幣6元
  - 社福卡：敬老卡免費搭乘，愛心卡一段扣6點
- 電子票證優惠（悠遊卡、一卡通、愛金卡皆適用）[13]
  - 里程計費路線自付額上限60元優惠：使用電子票證或行動支付，搭乘里程計費公車或JOY公車路線（含E01、E02、E25、E28、E32）享有單趟自付票價上限60元優惠
  - YouBike2.0轉乘公車優惠：使用一卡通電子票證或一卡通MONEY搭乘本市公車，並於1小時內轉乘公共自行車之使用者，提供雙向轉乘5元優惠
  - 56壽山國家自然公園線半價優惠：使用一般全票卡種搭乘56壽山國家自然公園線享半價優惠
  - 199高雄公車暢遊月票：定期票效期內可無限次免費搭乘高雄市區公車（不含快線、JOY公車路線及里程計費公路客運路線）
  - 高雄市區399通勤月票及南高屏 999 通勤月票：定期票效期內可無限次免費搭乘市區公車及公路客運（含快線、JOY公車、小黃公車，不含雙層巴士）及其他多種運具
- 電子支付（一卡通Money、悠遊付等）採用里程段次計費，8公里內一段票、8公里以上二段票，上下車皆須掃描
- 套票（可於啟用日後三十天無限次數搭乘所購買的套票運具）
  - 需持有TPASS卡、高雄市區月票QR碼、MeN▶Go普通卡、MeN▶Go學生卡或綁定一卡通二代數位學生證。[14]
  - 可於高雄捷運全線車站月台購買，或自行線上購買，並至7-11 ibon或手機應用程式-iPASS MONEY進行過卡設定效期。[14]
  - 於購買套票時可預約啟用日期，於套票到期日前三天始可進行續購，但僅限續購原先購買的套票產品。[14]
  - 有包含高雄市公車的套票產品如下
    - 公車暢遊方案：新臺幣199元，可於30天內不限里程、不限次數搭乘高雄市區公車。(不含公路客運編碼4碼之8XXX路線、快線、JOY及台灣好行路線)
    - TPASS 行政院通勤月票：高雄市區（399元）、南高屏地區（999元）兩種方案，皆可於30日內不限次數搭乘高雄市公車及其它大眾運輸工具[15]

### 票務事項
- 環狀168東／西為兩段收費。
- 中華幹線（205）為兩段收費（2015年10月1日起），分段點高雄車站，去程緩衝區至中華路口，回程緩衝區至九如三路口。
- 紅70為兩段收費（2013年2月15日起），分段點為復安國小，去程緩衝區至阿蓮，回程緩衝區至嘉興國小。
- 紅71A為兩段收費（2013年2月1日起），分段點為大湖車站，去程緩衝區至太爺，回程緩衝區至路竹區公所。
- 紅71B為兩段收費（2013年2月1日起），分段點為大湖車站，去程緩衝區至情人碼頭，回程緩衝區至路竹區公所。
- 301為兩段收費（時間待查），分段點為台鐵新左營站，去程緩衝區至祥和山莊，回程緩衝區至左營市場。
- 紅3為兩段收費（2015年4月15日），分段點為唐榮公司，去程緩衝區至唐榮公司，回程緩衝區至海墘路口。

### 已停售票證
- Taiwan Money卡（已停用）
- 有錢卡（自2022年8月1日起停用）
- 冷氣車票（10格）：新臺幣120元（自2008年5月1日起停售，原持有及購有之紙卡票證，仍可繼續使用）
- 冷氣車票（20格）：新臺幣216元（自2008年10月1日起停售，原持有及購有之紙卡票證，仍可繼續使用）
- 冷氣車票（30格）：新臺幣324元（自2008年10月1日起停售，原持有及購有之紙卡票證，仍可繼續使用）
- 敬老月票（限設籍高雄市滿65歲市民免費申請，自2008年10月1日起改高雄捷運之一卡通「敬老卡」電子票證。）
- 仁愛月票（限設籍高雄市低收入戶學生市民免費申請，自2008年10月1日起改高雄捷運之一卡通「仁愛卡」電子票證。）
- 博愛月票（限領有身障手冊之市民免費申請，自2008年10月1日起改高雄捷運之一卡通「博愛卡」電子票證。）

## 外部連結
- 高雄市政府交通局 （页面存档备份，存于）
- 港都汽車客運股份有限公司 （页面存档备份，存于）
- 高雄市公共汽車動態資訊系統 （页面存档备份，存于）
- 高雄市輪船股份有限公司 （页面存档备份，存于）
- 高雄汽車客運股份有限公司 （页面存档备份，存于）
- 東南汽車客運股份有限公司 （页面存档备份，存于）
- 南台灣汽車客運股份有限公司 （页面存档备份，存于）
- 義大汽車客運股份有限公司 （页面存档备份，存于）
- 統聯汽車客運股份有限公司 （页面存档备份，存于）
- 漢程汽車客運股份有限公司 （页面存档备份，存于）